# Diga del Luzzone
La diga del Luzzone è situata nel comune di Blenio, nel Canton Ticino, è alta 225 metri ed è stata ultimata nel 1963.

## Descrizione
Il volume della diga è di 1.330.000 metri cubi, la lunghezza della corona è di 510 metri. Il lago ha un volume di 107 milioni di metri cubi, una superficie 144 ettari e una lunghezza di 3,1 km. L'altitudine massima è di 1607 m s.l.m. Lo sfioratore ha una capacità di 103 metri cubi al secondo. Nel 1997 la diga è stata innalzata di 17 m (da 208 m a 225 m) allo scopo di aumentare del +23% la capacità d'invaso.
Il fiume che alimenta il bacino è il Brenno di Luzzone. Le acque vengono sfruttate dalle officine idroelettriche di Blenio (OFIBLE).
Nel bacino giungono inoltre le acque turbinate dalla centrale del Luzzone le quali vengono prelevate da un lato tramite il bacino di Carassina e dall'altro lato attraverso varie adduzioni lungo una galleria di 15 km che preleva le acque in zona Acquacalda dal Brenno del Lucomagno e affluenti, in valle di valle di Campo e in Val Camadra dal Brenno della Greina.
Le acque del bacino del Luzzone le acque vengono turbinate nella centrale di Olivone da dove poi lungo una galleria di 15 km sfociano nel bacino di Malvaglia e da lì a loro volta vengono nuovamente turbinate nella centrale di Biasca per poi essere restituite al fiume Ticino.
La diga è famosa nell'arrampicata sportiva, per essere la parete artificiale più alta al mondo. È attrezzata con più di 600 appigli in resina, divisa in 5 tiri e protetta da spit. La frequente esposizione al sole e alle intemperie, e la non banale disposizione degli appigli, ne rende la scalata adatta principalmente ad arrampicatori esperti.